# اوبرامبراخ
اوبرامبراخ (به لاتین: Oberembrach) یک شهر در سوئیس است که در بخش بولاخ واقع شده‌است.

## خواهرخوانده
شهر Trhová Kamenice خواهرخواندهٔ اوبرامبراخ هست.